# Judith McCreary
Judith McCreary, alias Judi McCreary y Judy McCreary es una productora y actriz estadounidense de origen africano.

## Filmografía
- Law & Order: SVU - serie de televisión (guionista)
- New York Undercover (productora y guionista)
- CSI: Crime Scene Investigation (productora)
- Criminal Minds (productora)
- Me and You (creador)

## Premios
- - Premio Edgar para Law & Order: SVU (2009)
  - Image Award para Law & Order: SVU (2011)